# С Богами: Последние 49 дней
С Богами: Последние 49 дней (кор. 신과함께-인과 연) — южнокорейский фильм 2018 года выпуска, сиквел кинокартины «С Богами: Два мира». Главный режиссёр фильма Ким Ён Хва. Премьера в кинотеатрах состоялась 1 августа 2018 года.

## Сюжет
Теперь Ган Рим и его помощники должны провести бывшего мстительного духа — Ким Су Хона через все испытания. Также им нужно забрать душу, которую охраняет Сонджу. Героям предстоит пройти через ещё более опасные испытания и узнать много нового о своём прошлом.

## Актёрский состав

### Основной:
- Ха Чон У в роли Ган Рима
- Чу Джихун в роли Хэвонмака
- Ким Хян Ги в роли Ли Док Чуна
- Ма Дон Сок (Дон Ли) в роли Сонджу
- Ким Дон Ук в роли Ким Су Хона

### Второстепенный:
- До Кён Су в роли рядового Вон Дон Ёна
- Ли Джун Хёк — старший лейтенант Пак Му Шин
- Нам Иль-у, как Хо Чун-Сам
- Чон Джи Хун в роли Хо Хён Дона
- Ли Джонджэ в роли Ёмры
- Чон Ами в роли Кан Рима
- Ким Мён Гон
- Чо Хан Чхоль в роли судьи
- Ким Мин Чен в роли Посланника загробной жизни
- Сунг Донг-ил (особое появление)
- Чон Ю-ан

## Создание
На создание первой и второй частей «С богами» потребовалось 40 миллиардов рупий (около 36,6 миллиона долларов США). Обе части фильма снимались одновременно. Dexter Studios, одна из крупнейших в Азии студий по производству фильмов и визуальных эффектов, которая стояла за предыдущим фильмом режиссёра Ким Ён Хва «Мистер Го» (2013), создала визуальные эффекты для фильма. Сообщалось, что в создании фильма приняли участие около 300 художников и технических специалистов.
«С Богами: Последние 49 дней» принесли наибольший доход за неделю открытия для любого корейского фильма в Северной Америке, Австралии, Новой Зеландии и Тайване.
В первый день релиза альбом « Вместе с богами: последние 49 дней» набрал 37 миллионов . Он стал фильмом с самым большим количеством продаж за неделю среди корейских фильмов на Тайване: за неделю было продано 5,8 миллиона билетов. Фильм был третьим по объёму продаж за первую неделю после «Мстителей: Война бесконечности» и «Мир юрского периода: Павшее королевство» в Тайване.
Съемки части 1 и 2 начались 26 мая 2016 г. и закончились 22 марта 2017 г.
Китайская продюсерская компания Alpha Pictures инвестировала 2,2 миллиона долларов.

## Критика
В обзоре агрегатор Rotten Tomatoes, фильм имеет рейтинг одобрения 44 % , основываясь на 9 Отзывы и средний рейтинг 5.5 / 10.
Элизабет Керр из The Hollywood Reporter дала смешанный обзор и написала: «Хотя два фильма были сняты одновременно, в „С богами: последние 49 дней“ есть „большее“, что на самом деле не приносит никакой пользы. Многие сиквелы стремятся превзойти своего предшественника, чтобы доказать, что первая запись не была случайностью, конечный результат — это просто более масштабная, шумная и менее целенаправленная работа, чем продолжение построения мира». Ноэль Мюррей из Los Angeles Times дал неоднозначный отзыв и написал: «Несмотря на то, что фильм „С богами: последние 49 дней“ неуклюже раздут, он в конечном итоге приобретает определённый импульс. Как только зрители привыкают к фильму, который может перейти в считанные минуты от драмы зала суда до нападений динозавров они могут наслаждаться захватывающим зрелищем всего этого». Издание The Korea Herald в рецензии на фильм отметило, что у картины был потенциал, но в итоге она оказалась просто нормальной.

## Продолжение
Третья и четвёртая части в настоящее время находятся в разработке. Ким Ён Хва возвращается, чтобы снимать сиквелы.